# Ułęże
Ułęże (Ulęże, dawniej niem. Überschaar) – nazwa niestandaryzowana, przysiółek wsi Lutynia w Polsce położony w województwie dolnośląskim, w powiecie kłodzkim, w gminie Lądek-Zdrój

## Położenie
Ułęże to przysiółek Lutyni leżący w jej południowo-wschodnim skraju, w Górach Złotych, na południowo-wschodnich stokach Chłopskiej Kopy, na wysokości około 580–600 m n.p.m. Obok drogi do Ułęża znajdują się trzy odkrywki po eksploatacji bazaltu zwane Czarnym Urwiskiem, Bazaltowymi Słupami i Skalnymi Organami.

## Podział administracyjny
W latach 1975–1998 miejscowość administracyjnie należała do województwa wałbrzyskiego.
Obecnie miejscowość należy do Lutyni. Nazwa przysiółka została zniesiona, nie występuje w oficjalnym spisie miejscowości i w TERYT.

## Historia
Ułęże powstało być może już w średniowieczu, jako dziedziczne wolne sędziostwo należące do Lutyni. W późniejszych latach sędziostwo należało do Lądka-Zdroju. W 1787 roku były tu dwie zagrody kmiece, folwark sędziowski i młyn wodny, stan taki utrzymywał się przez dłuższy czas. Od połowy XIX wieku miejscowość stała się celem wędrówek kuracjuszy z Lądka-Zdroju, którzy udawali się do punktu widokowego na Czarnym Urwisku. W folwarku sędziowskim urządzono wtedy gospodę, która była wymieniana przez wszystkie przewodniki i cieszyła się dużą popularnością. Po 1945 roku gospodę zlikwidowano i Ułęże traciło walory turystyczne.